# Circuit de Nevers Magny-Cours
Circuit de Nevers Magny-Cours – tor wyścigowy we Francji, nieopodal miasteczka Magny-Cours. Znany z rozgrywania wyścigów Formuły 1 o Grand Prix Francji, które odbywały się tutaj w latach 1991 – 2008, oraz wyścigów motocyklowych Bol d’Or.

## ZwycięzcyGrand Prix Francjina torze Magny-Cours
| Sezon | Kierowca                               | Zespół                             |        |
| ----- | -------------------------------------- | ---------------------------------- | ------ |
| 2008  | Felipe Massa                           | Ferrari                            | Wyniki |
| 2007  | Kimi Räikkönen                         | Ferrari                            | Wyniki |
| 2006  | Michael Schumacher                     | Ferrari                            | Wyniki |
| 2005  | Fernando Alonso                        | Renault                            | Wyniki |
| 2004  | Michael Schumacher                     | Ferrari                            | Wyniki |
| 2003  | Ralf Schumacher                        | Williams-BMW                       | Wyniki |
| 2002  | Michael Schumacher                     | Ferrari                            | Wyniki |
| 2001  | Michael Schumacher                     | Ferrari                            | Wyniki |
| 2000  | David Coulthard                        | McLaren-Mercedes                   | Wyniki |
| 1999  | Heinz-Harald Frentzen                  | Jordan-Mugen-Honda                 | Wyniki |
| 1998  | Michael Schumacher                     | Ferrari                            | Wyniki |
| 1997  | Michael Schumacher                     | Ferrari                            | Wyniki |
| 1996  | Damon Hill                             | Williams-Renault                   | Wyniki |
| 1995  | Michael Schumacher                     | Benetton-Renault                   | Wyniki |
| 1994  | Michael Schumacher                     | Benetton-Renault                   | Wyniki |
| 1993  | Alain Prost                            | Williams-Renault                   | Wyniki |
| 1992  | Nigel Mansell                          | Williams-Renault                   | Wyniki |
| 1991  | Nigel Mansell                          | Williams-Renault                   | Wyniki |
|       | 8x Michael Schumacher 2x Nigel Mansell | 8x Ferrari 5x Williams 2x Benetton |        |